# Liste der EU-Vogelschutzgebiete in Sachsen-Anhalt
Die Liste der EU-Vogelschutzgebiete in Sachsen-Anhalt zeigt die 32 (Stand Februar 2019) Europäischen Vogelschutzgebiete (englisch Special Protection Area, SPA) im deutschen Bundesland Sachsen-Anhalt. Sie sind Bestandteil des europäischen Schutzgebietsnetzes Natura 2000.
Teilweise überschneiden sie sich mit bestehenden FFH-, Natur- und Landschaftsschutzgebieten.

## Hinweise zu den Angaben in der Tabelle
- Gebietsname: Amtliche Bezeichnung des Schutzgebiets
- Bild/Commons: Bild und Link zu weiteren Bildern aus dem Schutzgebiet
- BfN-ID: Kennung des Schutzgebietes, vergeben durch das Bundesamt für Naturschutz
- WDPA-ID: Link zum Schutzgebiet in der World Database on Protected Areas
- EEA-ID: Link zum Schutzgebiet in der Datenbank der European Environment Agency (EEA)
- seit: Datum der Ausweisung als Schutzgebiet
- Lage: Geografischer Standort
- Kreis/Stadt: Landkreis oder Gemeinde, auf deren Gebiet sich das Schutzgebiet befindet
- Fläche: Gesamtfläche des Schutzgebiets in Hektar
- Bemerkungen: Besonderheiten und Anmerkungen

Bis auf die Spalte Lage sind alle Spalten sortierbar.

## Tabelle
| Gebietsname                                            | Bild/Commons   | BfN-ID   | WDPA-ID   | EEA-ID    | seit | Lage | Kreis/Stadt                                                                  | Fläche ha | Bemerkungen |
| ------------------------------------------------------ | -------------- | -------- | --------- | --------- | ---- | ---- | ---------------------------------------------------------------------------- | --------- | ----------- |
| Aland-Elbe-Niederung                                   |                | 2935-401 | 555537399 | DE2935401 | 2001 | ⊙    | Landkreis Stendal                                                            | 005123    |             |
| Auenwald Plötzkau                                      |                | 4236-401 | 555537495 | DE4236401 | 2001 | ⊙    | Salzlandkreis                                                                | 000385    |             |
| Bergbaufolgelandschaft Kayna Süd                       |                | 4737-401 | 555537564 | DE4737401 | 2004 | ⊙    | Burgenlandkreis                                                              | 000222    |             |
| Buchenwälder um Stolberg                               |                | 4431-301 | 555537510 | DE4431301 | 2007 | ⊙    | Landkreis Mansfeld-Südharz                                                   | 003677    |             |
| Elbaue Jerichow                                        |                | 3437-401 | 555537432 | DE3437401 | 2001 | ⊙    | Landkreis Jerichower Land                                                    | 013427    |             |
| Fallsteingebiet nördlich Osterwieck                    |                | 3930-301 | 555537470 | DE3930301 | 2008 | ⊙    | Landkreis Harz                                                               | 001390    |             |
| Feldflur bei Kusey                                     |                | 3432-401 | 555537431 | DE3432401 | 2001 | ⊙    | Altmarkkreis Salzwedel                                                       | 004911    |             |
| Glücksburger Heide                                     | weitere Bilder | 4143-401 | 555537485 | DE4143401 | 2007 | ⊙    | Landkreis Wittenberg                                                         | 001803    |             |
| Hakel                                                  | weitere Bilder | 4134-401 | 555537481 | DE4134401 | 2000 | ⊙    | Landkreis Harz Salzlandkreis                                                 | 006441    |             |
| Helmestausee Berga-Kelbra (Anteil Sachsen-Anhalt)      | weitere Bilder | 4531-401 | 555537523 | DE4531401 | 2007 | ⊙    | Landkreis Mansfeld-Südharz                                                   | 000784    |             |
| Huy nördlich Halberstadt                               | weitere Bilder | 4031-301 | 555537475 | DE4031301 | 1996 | ⊙    | Landkreis Harz                                                               | 002005    |             |
| Landgraben-Dumme-Niederung                             |                | 3132-401 | 555537408 | DE3132401 | 1997 | ⊙    | Altmarkkreis Salzwedel                                                       | 002577    |             |
| Mahlpfuhler Fenn                                       |                | 3536-301 | 555537444 | DE3536301 | 2001 | ⊙    | Landkreis Stendal                                                            | 001210    |             |
| Milde-Niederung/Altmark                                |                | 3334-401 | 555537417 | DE3334401 | 2001 | ⊙    | Altmarkkreis Salzwedel Landkreis Stendal                                     | 002207    |             |
| Mittlere Elbe einschließlich Steckby-Lödderitzer Forst |                | 4139-401 | 555537483 | DE4139401 | 2007 | ⊙    | Landkreis Wittenberg Dessau-Roßlau Landkreis Anhalt-Bitterfeld Salzlandkreis | 019070    |             |
| Mittlere Oranienbaumer Heide                           |                | 4240-301 | 555537496 | DE4240301 | 2007 | ⊙    | Landkreis Wittenberg                                                         | 002024    |             |
| Mündungsgebiet der Schwarzen Elster                    |                | 4142-401 | 555537484 | DE4142401 | 1992 | ⊙    | Landkreis Wittenberg                                                         | 003921    |             |
| Nordöstlicher Unterharz                                |                | 4232-401 | 555537494 | DE4232401 | 2005 | ⊙    | Landkreis Harz                                                               | 016988    |             |
| Saale-Elster-Aue südlich Halle                         |                | 4638-401 | 555537543 | DE4638401 | 2000 | ⊙    | Saalekreis Halle (Saale)                                                     | 004760    |             |
| Salziger See und Salzatal                              |                | 4536-401 | 555537525 | DE4536401 | 2004 | ⊙    | Saalekreis Landkreis Mansfeld-Südharz                                        | 000649    |             |
| Untere Havel/Sachsen-Anhalt und Schollener See         |                | 3239-401 | 555537415 | DE3239401 | 2001 | ⊙    | Landkreis Stendal                                                            | 005744    |             |
| Vogelschutzgebiet Altengrabower Heide                  |                | 3839-401 | 555537465 | DE3839401 | 1992 | ⊙    | Landkreis Jerichower Land                                                    | 003742    |             |
| Vogelschutzgebiet Annaburger Heide                     |                | 4244-401 | 555537497 | DE4244401 | 2007 | ⊙    | Landkreis Wittenberg                                                         | 006076    |             |
| Vogelschutzgebiet Colbitz-Letzlinger Heide             |                | 3635-401 | 555537453 | DE3635401 | 2000 | ⊙    | Landkreis Börde Altmarkkreis Salzwedel                                       | 020383    |             |
| Vogelschutzgebiet Drömling                             |                | 3532-401 | 555537443 | DE3532401 | 2007 | ⊙    | Landkreis Börde Altmarkkreis Salzwedel                                       | 015265    |             |
| Vogelschutzgebiet Fiener Bruch                         | weitere Bilder | 3639-401 | 555537454 | DE3639401 | 2001 | ⊙    | Landkreis Jerichower Land                                                    | 003667    |             |
| Vogelschutzgebiet Hochharz                             | weitere Bilder | 4229-401 | 555537491 | DE4229401 | 1992 | ⊙    | Landkreis Harz                                                               | 006112    |             |
| Vogelschutzgebiet Klietzer Heide                       |                | 3338-401 | 555537418 | DE3338401 | 1992 | ⊙    | Landkreis Stendal                                                            | 002252    |             |
| Vogelschutzgebiet zwischen Wernigerode und Blankenburg |                | 4231-401 | 555537493 | DE4231401 | 2001 | ⊙    | Landkreis Harz                                                               | 003613    |             |
| Wulfener Bruch und Teichgebiet Osternienburg           |                | 4137-401 | 555537482 | DE4137401 | 2001 | ⊙    | Landkreis Anhalt-Bitterfeld                                                  | 002258    |             |
| Zeitzer Forst                                          |                | 5038-301 | 555537606 | DE5038301 | 2007 | ⊙    | Burgenlandkreis                                                              | 001718    |             |
| Zerbster Land                                          |                | 3938-401 | 555537471 | DE3938401 | 1992 | ⊙    | Landkreis Anhalt-Bitterfeld Dessau-Roßlau Landkreis Jerichower Land          | 006207    |             |